# Hiroyasu Ibata
Hiroyasu Ibata (井幡 博康 Ibata Hiroyasu?), född 25 juni 1974 i Hokkaido prefektur, är en japansk före detta fotbollsspelare.
Ibata började sin karriär 1994 i Nagoya Grampus Eight. 1996 flyttade han till Honda FC. Efter Honda FC spelade han för JEF United Ichihara. Han avslutade karriären 2001.